# Popke Oosterhof
Popke Oosterhof (* 3. August 1947 in Assen) ist ein ehemaliger niederländischer Radrennfahrer.

## Sportliche Laufbahn
Oosterhof war im Straßenradsport aktiv und hatte seine besonderen Stärken als Etappenfahrer. Einen ersten Erfolg als Amateur hatte er 1968 mit einem Etappensieg und dem dritten Platz in der Gesamtwertung der Mexiko-Rundfahrt. 1969 gewann er fünf Etappen des britischen Milk Race und beendete die Rundfahrt auf dem zweiten Rang hinter seinem Landsmann Fedor den Hertog. Zudem gewann er die Punktewertung der Rundfahrt. Er gewann im Spätsommer eine Etappe der Tour de l’Avenir und wurde 11. des Gesamtklassements. Bei den UCI-Straßen-Weltmeisterschaften 1969 in Brno belegte er bei dem Sieg von Leif Mortensen den vierten Platz. 1970 bestritt er mehrere größere Rundfahrten. Bei der Internationalen Rheinlandpfalz-Rundfahrt wurde er nur knapp Zweiter hinter Karl-Heinz Muddemann. Er hatte die Chance, die Rundfahrt zu gewinnen. Die teaminterne Rivalität mit Tino Tabak verhinderte den Rundfahrtsieg für beide, trotz dreier Etappensiege.
Bei der heimischen Olympia’s Tour gewann er zwei Etappen. Auch bei der Belgien-Rundfahrt und der Bulgarien-Rundfahrt hatte er etliche vordere Platzierungen auf einzelnen Tagesabschnitten. Im August startete er mit dem niederländischen Vierer bei den UCI-Straßen-Weltmeisterschaften im Mannschaftszeitfahren und gewann die Bronzemedaille. 1971 gewann er erneut eine Etappe im Milk-Race und wurde dort auf dem 4. Platz klassiert. Im Herbst 1970 löste er eine Lizenz als Berufsfahrer, gab diese aber noch im selben Jahr zurück.